# Neutrodiaptomus amurensis
Neutrodiaptomus amurensis is een eenoogkreeftjessoort uit de familie van de Diaptomidae. De wetenschappelijke naam van de soort is voor het eerst geldig gepubliceerd in 1918 door Rylov.